# Matawan (Nova Jersey)
Matawan és una població dels Estats Units a l'estat de Nova Jersey. Segons el cens del 2007 tenia 8.806 habitants.

## Demografia
Segons el cens del 2000, Matawan tenia 8.910 habitants, 3.531 habitatges, i 2.376 famílies. La densitat de població era de 1.508,8 habitants/km².
Dels 3.531 habitatges en un 30,2% hi vivien nens de menys de 18 anys, en un 54,3% hi vivien parelles casades, en un 9,1% dones solteres, i en un 32,7% no eren unitats familiars. En el 25,6% dels habitatges hi vivien persones soles el 7,8% de les quals corresponia a persones de 65 anys o més que vivien soles. El nombre mitjà de persones vivint en cada habitatge era de 2,52 i el nombre mitjà de persones que vivien en cada família era de 3,07.
Per edats la població es repartia de la següent manera: un 22,6% tenia menys de 18 anys, un 7,3% entre 18 i 24, un 36,4% entre 25 i 44, un 23,3% de 45 a 60 i un 10,5% 65 anys o més.
L'edat mediana era de 36 anys. Per cada 100 dones de 18 o més anys hi havia 95,8 homes.
La renda mediana per habitatge era de 63.594 $ i la renda mediana per família de 72.183 $. Els homes tenien una renda mediana de 51.924 $ mentre que les dones 37.113 $. La renda per capita de la població era de 30.320 $. Aproximadament el 3,8% de les famílies i el 5,4% de la població estaven per davall del llindar de pobresa.

## Poblacions més properes
El següent diagrama mostra les poblacions més properes.